# سمفونی شماره ۷ (شوبرت)

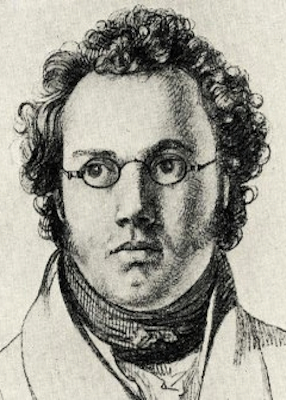
فرانتس شوبرت

سمفونی شماره ۷ (انگلیسی: Symphony No. 7) نامی است که به سمفونی چهار موومانی در می ماژور اثر فرانتس شوبرت گفته می‌شود. اگرچه این اثر ۱۳۵۰ میزانی به لحاظ ساختاری کامل است، شوبرت تنها ارکستراسیون مقدمه و بخشی از موومان اول را کامل کرده‌است.

این گونه به نظر می‌رسد که شوبرت کار بر روی این سمفونی را به خاطر اپرای آلفونسو و استرلا نیمه تمام گذاشته و هیج‌گاه به آن بازنگشته است.
نت‌نوشت این اثر را برادر شوبرت به فلیکس مندلسون داد و پس از آن جرج گروو آن را به کالج سلطنتی موسیقی لندن اعطا کرد.